# العلاقات السريلانكية النيكاراغوية
العلاقات السريلانكية النيكاراغوية هي العلاقات الثنائية التي تجمع بين سريلانكا ونيكاراغوا.

## مقارنة بين البلدين
هذه مقارنة عامة ومرجعية للدولتين:
| وجه المقارنة                                              | سريلانكا                         | نيكاراغوا        |
| --------------------------------------------------------- | -------------------------------- | ---------------- |
| المساحة (كم2)                                             | 65.61 ألف                        | 130.38 ألف       |
| عدد السكان (نسمة)                                         | 21.44 مليون                      | 6.22 مليون       |
| الكثافة السكانية (ن./كم²)                                 | 326.78                           | 47.71            |
| العاصمة                                                   | سري جاياواردنابورا كوتي، كولمبو  | ماناغوا          |
| اللغة الرسمية                                             | اللغة السنهالية، اللغة التاميلية | اللغة الإسبانية  |
| العملة                                                    | روبية سريلانكي                   | كوردبا نيكاراغوا |
| الناتج المحلي الإجمالي (بليون دولار)                      | 87.17 مليار                      | 13.81 مليار      |
| الناتج المحلي الإجمالي (تعادل القوة الشرائية) بليون دولار | 246.62 مليار                     | 31.63 مليار      |
| الناتج المحلي الإجمالي الاسمي للفرد دولار أمريكي          | 3.93 ألف                         | 2.09 ألف         |
| الناتج المحلي الإجمالي للفرد دولار أمريكي                 | 11.11 ألف                        | 4.92 ألف         |
| مؤشر التنمية البشرية                                      | 0.757                            | 0.631            |
| رمز المكالمات الدولي                                      | +94                              | +505             |
| رمز الإنترنت                                              | .lk،                             | .ni              |
| المنطقة الزمنية                                           | ت ع م+05:30                      | 00               |

## منظمات دولية مشتركة
يشترك البلدان في عضوية مجموعة من المنظمات الدولية، منها:
| علم المنظمة | اسم المنظمة                               | تاريخ انضمام سريلانكا | تاريخ انضمام نيكاراغوا |
| ----------- | ----------------------------------------- | --------------------- | ---------------------- |
|             | مؤسسة التنمية الدولية                     | 27 يونيو 1961         | 30 ديسمبر 1960         |
|             | يونسكو                                    | 14 نوفمبر 1949        | 22 فبراير 1952         |
|             | وكالة ضمان الاستثمار متعدد الأطراف        | 27 مايو 1988          | 12 يونيو 1992          |
|             | الأمم المتحدة                             | 14 ديسمبر 1955        | 24 أكتوبر 1945         |
|             | الاتحاد البريدي العالمي                   | ?                     | ?                      |
|             | البنك الدولي للإنشاء والتعمير             | 29 أغسطس 1950         | 14 مارس 1946           |
|             | الاتحاد الدولي للاتصالات                  | 1897                  | 12 مايو 1926           |
|             | منظمة حظر الأسلحة الكيميائية              | ?                     | ?                      |
|             | مؤسسة التمويل الدولية                     | 20 يوليو 1956         | 20 يوليو 1956          |
|             | المركز الدولي لتسوية المنازعات الاستشارية | 11 نوفمبر 1967        | 19 أبريل 1995          |
|             | منظمة التجارة العالمية                    | ?                     | ?                      |
|             | منظمة الشرطة الجنائية الدولية             | ?                     | ?                      |

## وصلات خارجية
- موقع وزارة الخارجية السريلانكية
- موقع وزارة الخارجية النيكاراغوية